# Roetgen
Roetgen é um município da Alemanha, localizado no distrito de  Aachen, Renânia do Norte-Vestfália.